# Hrabství Kerry
Hrabství Kerry (irsky Contae Chiarraí, anglicky County Kerry) je irské hrabství nacházející se na jihozápadě země v bývalé provincii Munster. Sousedí s hrabstvím Limerick na severovýchodě a s hrabstvím Cork na jihovýchodě. Západní pobřeží, které je velmi členité (nachází se zde dva velké poloostrovy), omývá Atlantský oceán, a proto zde panuje extrémně oceánické podnebí. Díky teplému Golfskému proudu zde může také růst typická subtropická vegetace.
Hlavním městem hrabství je Tralee. Dalším významným městem je Killarney. Hrabství má rozlohu 4746 km² a žije v něm přibližně 148 tisíc obyvatel.
Mezi zajímavá místa hrabství patří turistický okruh Ring of Kerry, Killarneyská jezera s Dívčí vyhlídkou v NP Killarney, Gallarus Oratory nebo poloostrov Dingle.
Dvoupísmenná zkratka hrabství, používaná zejména na SPZ, je KY.